# 格拉齊亞·黛萊達
玛丽亚·格拉齊亞·科西马·黛萊達（1871年9月27日—1936年8月15日），意大利萨丁岛自然主义流派作家，1927年凭作品《邪恶之路》（La Via Del Male，1896年）获得1926年度的诺贝尔文学奖。
黛莱达在一个中产家庭出生，完成小学课程后跟随私人导师学习，随后她自己钻研文学。「巴爾扎克、果戈里、托爾斯泰、杜斯妥也夫斯基的大量作品，撒丁島瑰麗的風光和傳說陶冶了她的心靈，開拓了她的想像。」她起初在杂志上发表小说，1890年出版的被视为她的第一部作品。1900年，她与战争部官员帕尔梅洛·马代萨尼（Palmiro Madesani）结婚后移居罗马。1895年和1900年等作品出版后，评论家开始关注黛莱达的作品。
1903年出版的标志著黛莱达正式踏上成功之路，她的代表作品有《灰烬》（Cenere，1906年）、《母亲（小说）》（La Madre，1920年）、《离婚之后》（Naufraghi in porto，1920年）、《科西玛》（Cosima，1937年）等。其中《灰烬》曾启发一部由埃莱奥诺拉·杜塞演出的电影。孟憲忠認為，黛萊達的小說分為兩類：「一是以親切無飾、清澈鮮明之筆傳達了撒丁島的風土人情，使世人認識撒丁島。一是深入的內心刻畫、淒婉默然的詩意抒寫著人的感情與宗教精神的牴牾；這些作品總是蒙上了一道宿命的光影，具有一種《聖經》上的涵義。
黛莱达1936年在罗马去世。

## 生平
黛莱达生于努奥罗的一个富裕家庭，是六个孩子里次小的。她父亲约翰·安东尼是个富有的商人兼地主，1892年曾当过努奥罗的代市长。她母亲弗兰切斯卡·坎博苏是个虔诚的教徒，以极端的道德感将孩子们养大。上完小学后，格拉齐亚从一位亲戚那儿学习了意大利语、拉丁语和法语。当时的风俗不允许女性接受完整的教育，她后来自学了文学。她与历史学家恩里科·科斯塔作了朋友，后者首先意识到黛莱达的才能，对她的文学生涯很有影响。
她最初的几篇短篇小说发表在《L'ultima moda》杂志上，侧重于以诗来叙述。1890年Trevisani出版的《Nell'azzurro》可被认为是她的处女作。1896年Speirani编辑的《Paesaggi》中，她试图将诗与小说结合的风格仍十分突出。
1895年黛莱达发表了《诚实的灵魂》，1899年10月迁居罗马，1900年发表了《山中老人》，开始与《撒丁尼亚》、《小杂志》和《新诗集》等杂志合作。她获得评论界的关注，批评家开始把她与鲁杰罗·邦吉、路易吉·卡普安纳等名流相提并论。1900年她嫁给了财政部官员帕尔米罗·马代萨尼，他俩在卡利亚里相识。1903年出版的《Elias Portolu》确立了她作家的地位，之后她写作了一系列成功的小说和剧本：《Cenere》（1904）、《L'edera》（1908）、《Sino al confine》（1911）、《Colombi e sparvieri》（1912）、《Canne al vento》（1913）、《L'incendio nell'oliveto》（1918）、《Il Dio dei viventi》（1922）。

## 作品列表
- 《撒丁岛的故事》Racconti sardi（1895）
- 《诚实的灵魂》Anime oneste (1895)
- 《离婚后》Dopo il divorzio（1902）
- 《常春藤》L'edera (1908)
- 《风中的芦苇》Canne al vento (1913)
- 《母亲（小说）》La madre（1920）
- 《爱的印章》Il sigillo d'amore (1926)
- 《科西玛》Cosima (1937)

## 作品的中譯
- 諾貝爾文學獎全集編譯委員會/ 編譯，《戴麗達》，台北市：九五文化出版，1981年。
- 黃文捷、蕭天佑/譯，《邪惡之路》，廣西桂林市：漓江出版，1991年。
- 沈萼梅、劉錫榮/譯，《長青藤》，廣州市：花城出版社，1996年。
- 黃文捷/譯，《惡之路》，台北市：一方出版，2003年。
- 黃文捷/譯，《邪惡之路》，上海人民出版社，2008年。
- 徐婭群/譯，《母親》，台北市：群星文化，2015年。